# Chlamydoselachus africana
Chlamydoselachus africana (Zuid-Afrikaanse franjehaai) is een soort haai uit de familie Chlamydoselachidae (franjehaaien). Deze soort werd pas in 2009 beschreven. De soort komt voor in diep water ten westen van Afrika ter hoogte van Angola tot het zuiden van Namibië op een diepte tussen de 1200-1400 m  en oostelijk van Zuid-Afrika ter hoogte van  de Kaapprovincie en KwaZoeloe-Natal op een diepte van 300 m. Er is weinig over deze soort bekend.

## Beschrijving
Deze soort is lastig te onderscheiden van de meer bekende (gewone) franjehaai (C. anguineus). C. africana wordt echter bij een kleinere lengte volwassen en verschilt omdat de lengte-breedteverhouding van de kop en de bek anders zijn. De langste tot nu toe gevangen exemplaren waren 117 cm (vrouwtje) en 99 cm (mannetje). Het is waarschijnlijk een roofvis,  gespecialiseerd op het vangen van kleinere haaien, zoals kathaaien uit het geslacht Galeus. Hij vangt zijn prooi met behulp van zijn flexibele kaken waarin tal van naaldvormige, naar binnen gebogen tandjes. Hij slikt de prooien  in zijn geheel in. Deze haai is waarschijnlijk eierlevendbarend net als andere leden van de  familie.